# 查干特格站
查干特格站是一个集二铁路上的铁路车站，位于内蒙古自治区苏尼特右旗查干诺尔碱矿，建于1954年，目前为五等站，邮政编码为012518。目前客运：办理旅客乘降；不办理行李、包裹托运；货运：办理整车货物发到；不办理罐装危险货物发到。